# Americký stafordširský teriér
Americký stafordšírský teriér, zkráceně „staford", je psí plemeno, které má předky v anglických buldocích a teriérech. Jejich křížením vznikli jeho nejbližší příbuzní, americký pitbulteriér a anglický stafordšírský bulteriér. Stafordšírský bulteriér přicestoval do Ameriky z Anglie spolu s anglickými imigranty někdy v 19. století. Pro potřeby psích zápasů, které se staly velmi populární v Americe třicátých let, byl z menšího a lehčího anglického teriéra vyšlechtěn mohutnější a statnější americký teriér. Šlechtění se ubíralo dvěma směry a americký teriér nebyl zpočátku typově ustálen. Protože však bylo nutné ustavit standard plemene, došlo k oddělení obou šlechtitelských linií, a vznikla tak dvě samostatná plemena: americký stafordšírský teriér a americký pitbullteriér, který však ještě nebyl Mezinárodní kynologickou federací FCI jako plemeno uznán. Na rozdíl od svého předchůdce byl stafordšírský teriér šlechtěn pro výstavní účely a v roce 1936 byl schválen jako plemeno Americkým klubem chovatelů psů. V roce 1972 bylo plemeno zaregistrováno i FCI, již jako americký stafordšírský teriér. Je to velmi laskavý, hravý pejsek dobrý do rodiny. 

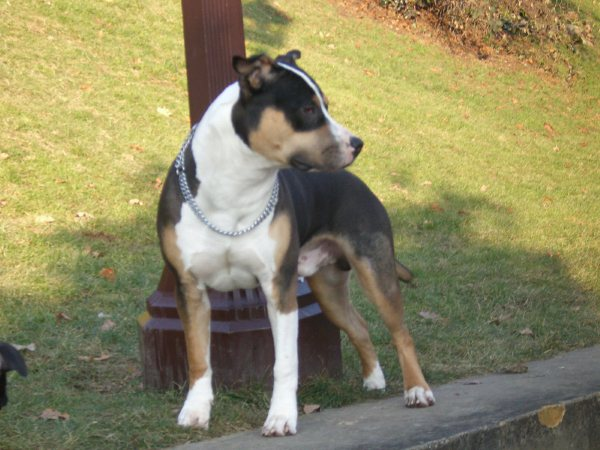

## Vzhled
Americký stafordšírský teriér je menší podsaditý až zavalitý pes. Vyzařuje z něho síla a výkonnost. Výška v kohoutku je obvykle 43 až 48 cm, váha feny je 19 až 23 kg a psa 28 až 40, často i více kg. Hlava je klínovitá s širokou lebkou, zřetelnými lícemi a kulatou, silnou tlamou. Oči má tmavé, posazené široko od sebe, bez růžových víček (výjimku tvoří psi s bílou maskou). Uši jsou krátké složené do tvaru listu růže, dnes již nekupírované (od 1.7.1992 je dle zákona č. 246/1992 Sb., na ochranu zvířat proti týrání, zakázáno kupírovat uši). Silný krk a mohutné svalnaté plece přecházejí v krátký hřbet, mírně se svažující k zádi. Žebra jsou dobře klenutá, ocas je krátký, nízko posazený, kuželovitě se zužující a dnes již také nekupírovaný. Končetiny jsou silné, dobře osvalené se středně velkými tlapami. Srst má americký staford krátkou a lesklou, drsnou na dotek a hustou. Je buďto jednobarevný, nebo skvrnitý, nikdy by však neměl být zcela bílý. Průměrný věk tohoto plemene je 13 let.

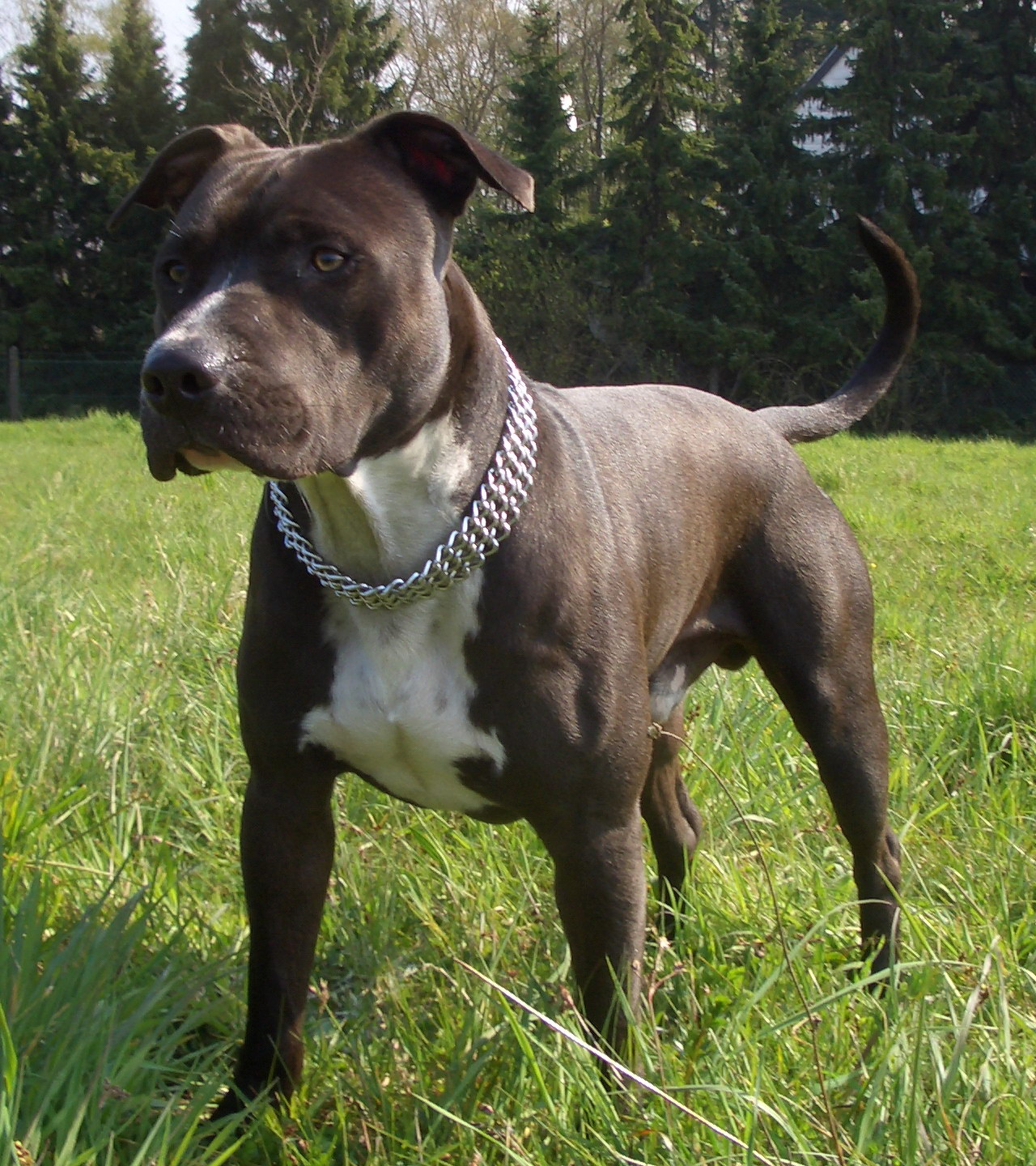

## Povaha
Ačkoli se to na první pohled nemusí zdát, je to pes vhodný k dětem i do bytu. Je to typický ochranitel a obranář. Pokud však byl vychován nedůsledně, může být agresivní vůči jiným psům a i nedůvěřivý k cizím lidem. Přece jen jsou v jeho krvi geny zápasníků. Případného zloděje a narušitele spolehlivě odradí pouhý vzhled tohoto na svou velikost enormně silného psa. Někdy je poněkud tvrdohlavý, a proto vyžaduje opravdu disciplínu. Je velmi pohyblivý a čilý a neobyčejně zvídavý ke svému okolí. Je to dobrý krysař, ale i osobní strážce. Ve vypjatých situacích se umí rychle rozhodnout. Ve hře je schopen dobře rozeznat dospělého člověka od dítěte a podle toho také jedná.
Důležitá při držení psa je opatrnost a důslednost. Špatně vychovaný americký staford může být velice nebezpečný pro své okolí. Vyžaduje proto pevnou ruku. Toto plemeno je vhodné chovat v bytě, kde je mu umožněn neustálý kontakt s jeho pánem.

## Klasifikace FCI
Dle klasifikace FCI je americký stafordšírský teriér zařazen do skupiny III.- teriéři, sekce 3 - teriéři typu bull, bez pracovní zkoušky. Oficiální zkratka pro ČR je AST. Využitím je převážně jako sportovní a pracovní pes, hlídač, strážce a společník.

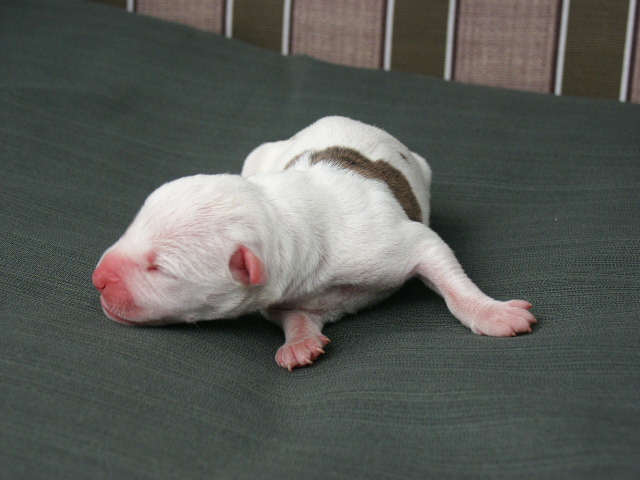
Novorozené štěně - stafordširský teriér